# Ильюшин, Алексей Антонович
Алексе́й Анто́нович Илью́шин (7 (20) января 1911, Казань — 31 мая 1998, Москва) — советский и российский  учёный в области механики сплошных сред. Член-корреспондент АН СССР (1943). Академик Академии артиллерийских наук (11.04.1947). Ректор Ленинградского университета (1950-52). Лауреат Сталинской премии первой степени (1948). Автор трудов по теории упругости и газодинамике, один из основоположников деформационной теории пластичности, динамики пластических и вязкопластических сред.

## Биография
Родился 1911 году в Казани. Отец — служащий торговой фирмы Антон Никанорович Ильюшин (1881—1940), уроженец деревни Коноплинка Ельнинского района Смоленской губернии. Мать, Татьяна Акимовна (1881—1955), происходила из деревни Селешня того же района. Семья Ильюшиных была многодетная. Родители вырастили семерых детей и всем дали возможность получить высшее образование.
В 1928 году окончил среднюю школу в Казани. Год работал станочником по дереву на судоремонтном заводе вблизи Казани — это было необходимо для поступления в университет: число абитуриентов не из рабочих и крестьян было сильно ограничено. В 1929 году поступил в Казанский университет, но уже в декабре этого года перевёлся на I курс физико-математического факультета МГУ. Проходя в 1930—1931 гг. производственную практику, освоил слесарно-кузнечное дело; научная же и инженерная работа началась для А. А. Ильюшина весной 1932 года в ЦАГИ им. проф. Н. Е. Жуковского. В ЦАГИ тогда изучали динамику сложной фигуры высшего пилотажа — «штопора», нередко оканчивавшегося аварией. Прочитав статью Н. Е. Жуковского «Колебания маятника о двух степенях свободы», Ильюшин предложил определять тензор инерции самолёта по его крутильно-маховым качаниям на бифилярных подвесках.
Окончил университетский курс в 1934 году по специальности «аэрогидромеханика». В том же году поступил в аспирантуру Института механики МГУ, заведовал лабораторией сопротивления материалов МГУ.
В 1936 году Ильюшин защитил кандидатскую диссертацию «К вопросу о вязко-пластичном течении материала», а в 1939 году — докторскую диссертацию «Деформация вязко-пластичного тела». В этих работах содержится исследование течения вязкопластического материала — он впервые внёс в теорию уравнения распространения тепла и термодинамику. Ильюшин считал, что наибольшее влияние на его становление как учёного оказал немецкий инженер Г. Генки (1885—1951), лекции которого он имел возможность прослушать и статьи которого изучал.
В 1935—1940 гг. — консультант Государственного союзного конструкторского бюро 47 Наркомата боеприпасов. С 1936 г. работал также в отделе прочности Института механики АН СССР (до 1960 г.), с 1943 г. — заведующий отделом прочности.
С 1938 г. — профессор Московского университета.
В 1940 году вступил в ВКП(б). В 1940—1942 годы — консультант НИИ 24 и НИИ 13 Наркомата боеприпасов, 1941—1942 годы — консультант ОКБ 16 Наркомата боеприпасов и НИИ 45 ВМФ, 1943 год — консультант ОКБ 46 Наркомата боеприпасов. В годы Великой Отечественной войны А. А. Ильюшин сыграл огромную роль в модификации конструкций и технологии производства снарядов и стволов артиллерийских орудий (в начале войны это была важная государственная проблема, так как половина металла страны уходила на боеприпасы, а большое число снарядов по существовавшим к началу войны нормам приёмки отбраковывалось после их изготовления).
После эвакуации в октябре 1941 года большинства студентов и сотрудников Московского университета в восточные районы страны около 40 студентов и преподавателей мехмата МГУ вошли в группу по охране зданий и остававшегося в Москве имущества университета и готовились к обороне Москвы в составе ополчения; во главе группы (называвшейся «бойцы пожарно-сторожевой охраны») был профессор А. А. Ильюшин. Члены группы несли службу по охране здания мехмата и прилегающей территории.
Известно, что работы Ильюшина позволили выпускать снаряды в неограниченных количествах, привели к огромной экономии сил, средств и материалов в годы Великой Отечественной войны. Ильюшин совершенно по-новому ответил на вопрос о том, какими свойствами должен обладать металл снарядных корпусов. Причём сложнейшие проблемы были разрешены в кратчайшие сроки, к концу 1941 года. В основу решения была положена специально разработанная Ильюшиным теория малых упругопластических деформаций, доказывающая, что металл, идущий на изготовление корпусов снарядов, должен обладать прежде всего пластичностью, что необратимые пластические деформации снаряда, появляющиеся в момент выстрела, вполне допустимы. Ильюшин сыграл огромную роль в модификации конструкций и технологии производства снарядов и стволов артиллерийских орудий.
Один из крупных руководителей промышленности боеприпасов генерал Н. Д. Иванов в середине 1942 г. скажет А. А. Ильюшину: «Вы никогда не поймёте, что сделали для войны и победы».
В 1942 году А. А. Ильюшин стал заведующим части кафедры упругости, оставшейся в Москве, и директором Института математики и механики МГУ. Кафедре теории упругости, возглавляемой Ильюшиным, во время войны пришлось решать важную практическую задачу, которая касалась прочности ледового покрытия и была непосредственно связана с организацией знаменитой «Дороги жизни», проложенной по льду Ладоги.
В 1947—1950 годы — научный руководитель отдела «П» — прочности (начальник отдела Панфёров В. М.), заместитель директора по научной работе (с 1949 г.) НИИ-88 (впоследствии ЦНИИмаша) Министерства общего машиностроения СССР (интересно, что заведующим конструкторским отделом НИИ-88 в это время был С. П. Королёв).
В 1950—1952 годы — ректор Ленинградского университета. В 1952—1953 гг. — заместитель научного руководителя и главного конструктора конструкторского бюро Министерства среднего машиностроения СССР (Арзамас-16, ныне РФЯЦ-ВНИИЭФ); в 1953—1960 гг. — директор Института механики АН СССР.
Вошёл в Первоначальный состав Национального комитета СССР по теоретической и прикладной механике (1956).
Создал научную школу в области механики деформируемого твёрдого тела. Под научным руководством А. А. Ильюшина было защищено более 150 диссертаций.

## Научная деятельность
Во время работы в НИИ-88 А. А. Ильюшин разработал теорию обтекания тел сверхзвуковым потоком газа, привёл проблему к плоской задаче (гипотеза плоских сечений) и получил выражение давления потока газа на тело (1947 г.). Поставил проблему панельного флаттера при сверхзвуковом обтекании тонких плоских и криволинейных поверхностей. В это же время им была поставлена задача создания крылатых ракет (не реализованная из-за перевода Ильюшина на новую работу).
Для вязкопластических течений твёрдых сред и пластических жидкостей сформулировал краевые задачи с помощью принципа минимума мощности. Изучил устойчивость вязкопластического течения при больших скоростях деформаций. Записал уравнения для притока тепла при вязкопластическом течении.
Спроектировал и построил пневматический копёр большой мощности со скоростью деформации до {\displaystyle 10^{4}} {\displaystyle c^{-1}}; для этих испытаний дал способ оценки динамического сопротивления материалов.
А. А. Ильюшин построил новую теорию проектирования и нормирования прочности осколочно-фугасных снарядов при выстреле. Допустил при выстреле пластические деформации снаряда, упростил технологию термообработки снаряда (закалка). Создал теорию упруго-пластического расчёта артиллерийских стволов (термофреттаж, термоусталость). Его монография «Пластичность» (1948 г., Сталинская премия первой степени за цикл работ по пластичности) представляет собою часть итога его работ по артиллерийским стволам и снарядам.
Данному циклу работ впоследствии были посвящены закрытые прежде монографии: «Вопросы прочности артиллерийских стволов» (1955), «Прочность снарядов при выстреле» (1957). Решением пленума Артиллерийского комитета Главного артиллерийского управления Красной армии одна из работ А. А. Ильюшина была признана наилучшей по артиллерийской тематике среди работ, выполненных за годы Великой Отечественной войны.
Ильюшин получил конечное соотношение между усилиями, изгибающими и крутящими моментами для оболочек, полностью перешедших в пластическое состояние. Ему же принадлежат первые исследования по устойчивости пластин и оболочек, материал которых нагружен за предел упругости.
В 1943 г. Ильюшин предложил набор соотношений, описывающих малые упругопластические деформации и применимые к телам, деформация которых за пределом упругости сравнительно невелика (порядка нескольких процентов от начального размера), а скорость деформации на напряжённое состояние практически не влияет.
В том же 1943 году он доказал теорему о том, что простое нагружение всегда имеет место, если в процессе нагружения приложенные к телу массовые и поверхностные силы меняются пропорционально одному и тому же параметру, и показал, что при пропорциональном нагружении деформационная теория и теория течения тождественны. В 1946—1948 гг. Ильюшин обобщил данную теорему на весьма общий класс определяющих соотношений (к данному классу принадлежат многие частные теории пластичности — например, теория пластического течения Сен-Венана).
Опираясь на теорию малых упругопластических деформаций, Ильюшин в 1943—1948 гг. указал общий метод приближённого решения упругопластических задач, названный им методом упругих решений; данный метод нашёл применение при решении многих проблем упруго-пластического поведения сред.
В задаче о постепенном обжатии бесконечной трубы приложенным к внешней окружности какого-либо сечения распределённым усилием Ильюшин в 1948 г. показал, что вблизи данного сечения образуется область сплошной пластической деформации конечной длины; к данной области с обеих сторон примыкают части трубы, где пластическое и упругое состояния существуют совместно, а далее труба находится в чисто упругом состоянии.
В 1944—1948 гг. Ильюшин создал теорию устойчивости пластин и оболочек за пределом упругости.
А. А. Ильюшин разработал общую теорию поведения пластических материалов при малых и конечных деформациях, внеся в неё гипотезу макрофизической определимости и постулат изотропии (1954 г.). Он также предложил модификацию метода Ритца (1961 г.), а в 1968 г. развил эффективный приближённый метод решения задач линейной термовязкоупругости, применимый и при отсутствии мощных компьютеров.
В 1964 году А. А. Ильюшин возглавил работы в области прочности зарядов твёрдого топлива. В короткие сроки под его руководством были выпущены нормы прочности и руководства для конструкторов. Для анализа поведения материалов при взрывах спроектировал и построил ряд механических ускорителей. Оценил прочность вязкоупругих конструкций из наполненных полимерных материалов. Для решения задач теории пластичности при произвольном сложном нагружении А. А. Ильюшин предложил принципиально новый универсальный метод СН-ЭВМ, в котором алгоритм последовательных приближений включает вычислительные операции на ЭВМ и испытания стандартных образцов на машине СН.
Внёс выдающийся вклад в решение сложной проблемы обеспечения прочности коллекторов парогенераторов атомных электростанций. В 1992 году был инициатором постановки комплексной проблемы, решение которой потребовало использования технологий ракетно-космической техники в интересах народного хозяйства.

## Научная школа
Среди его учеников В. В. Москвитин, Д. Д. Ивлев, И. А. Кийко, В. Д. Клюшников, П. М. Огибалов, Б. Е. Победря, Р. А. Васин, И. Н. Молодцов и Э. А. Леонова.

## Интересные случаи
В студенческие годы Ильюшин однажды забыл тетрадь в общежитии и не смог предъявить решение заданных для самостоятельной работы упражнений. Преподаватель А. П. Минаков усомнился в том, что упражнения вообще решались. Ильюшин вспылил и выбежал из аудитории. Через некоторое время он ко всеобщему удивлению вернулся, сбегав от университета на Моховой улице до общежития на Стромынке и обратно (общий путь — 15 км. — метро ещё не было).
Увлекательные лекции по механике А. И. Некрасова и А. П. Минакова в 1933—1934 гг. навели Алексея Ильюшина на мысль построить аттракцион «Параболоид чудес», где желающие могли бы на себе ощутить особенности криволинейного движения. Это удалось осуществить летом 1934 г.: директор ЦПКО им. Горького Бетти Глан доверила воплощение Ильюшину и его школьному товарищу технику-строителю А. Я. Эпштейну. После визуального медосмотра до 10 человек заходили в аттракцион — 10-метровый шар деревянно-тросовой конструкции, вращающийся вокруг вертикальной оси. Изнутри это был точный параболоид с конусообразной крышей. При скорости 18 об./мин. начинались «чудеса»: люди стоят под разными углами на стенах, при быстром изменении взгляда кружится голова, брошенный мяч кажется летящим по спирали и т. д. Аттракцион быстро терял прочность и просуществовал 4 года.
За время работы в Арзамасе-16 А. А. Ильюшин три раза встречался с Л. П. Берия. Тот глубоко вникал в проблемы, но был непреклонен в изменении сроков изготовления изделий: сделаете в срок — «всем будут награды», не сделаете — «будет всем тюрьма».
В период ректорства в ЛГУ А. А. Ильюшину пришлось работать в сложной обстановке: был расстрелян его предшественник А. А. Вознесенский, в университете продолжались возглавляемые зав. кафедрой дарвинизма ЛГУ И. И. Презентом гонения на биологические науки. А. А. Ильюшину удалось так направить ход научной работы (он предложил И. И. Презенту оформить письменно план его научной работы на будущий год), что через год тот был вынужден подать заявление об уходе по собственному желанию (иначе ему предстояло разбирательство, как не выполнившему план научной работы). Уволенные под нажимом И. И. Презента сотрудники ЛГУ были восстановлены на работе (по свидетельству ученика А. А. Ильюшина — В. Н. Кузнецова, после этого портрет Ильюшина висел у биологов «вместо Дарвина»). Когда на философском факультете группа молодых сотрудников обвинила руководство в троцкизме, Алексей Антонович организовал дискуссию с приглашением секретаря горкома партии. Выяснилось, что обвинители слабо представляли себе, что такое троцкизм и в своих выступлениях повторили некоторые тезисы троцкизма.

## Награды
- 2 ордена Ленина (29.01.1971; 20.08.1986)
- орден Октябрьской Революции (28.01.1981)
- 4 ордена Трудового Красного Знамени (10.06.1945; 19.09.1953; 04.01.1954; 17.09.1975)
- орден Красной Звезды (1944)
- 2 ордена «Знак Почёта» (07.05.1940; 1961)
- Медаль «За оборону Москвы» (1944)
- Сталинская премия первой степени (1948)
- Заслуженный профессор Московского университета (1994)
- Премия имени М. В. Ломоносова МГУ (1995)

## Книги
- Ильюшин А. А. Связь между теорией Сен Венана-Леви-Мезиса и теорией малых упругопластических деформаций // Прикладная математика и механика. — 1945.
- Ильюшин А. А. Пластичность. Ч. 1. Упруго — пластические деформации. — М. ; Л.: Гостехиздат, 1948. — Т. 1. — 376 с.
- Ильюшин А. А., В. С. Ленский. Сопротивление материалов. — М.: Физматгиз, 1959.
- Ильюшин А. А., Огибалов П. М. Вопросы прочности артиллерийских стволов. — М., 1955.
- Ильюшин А. А., Пучков В. М. Прочность снарядов при выстреле. — М.: Дом техники, 1957.
- Ильюшин А. А. Пластичность. Основы общей математической теории. — М.: Изд-во АН СССР, 1963.
- Ильюшин А. А., Победря Б. Е. Основы математической теории термовязкоупругости. — М.: Мысль, 1970.

## Избранные статьи
- А. А. Ильюшин. Закон плоских сечений в аэродинамике больших сверхзвуковых скоростей. — Труды Артиллерийской академии наук, вып.2, 1949.
- А. А. Ильюшин. Приложение закона плоских сечений и метода аффинной модели в газодинамике. — Известия Артиллерийской академии наук, 1949.
- А. А. Ильюшин. Динамика. — Вестник Московского университета, серия 1; Математика, механика, № 3, 1994.

## Память

Могила на Новодевичьем кладбище

Похоронен на Новодевичьем кладбище (2 уч.).